# Meinungen der Physiker
Meinungen der Physiker (altgriechisch Φυσικῶν δόξαι Physikon doxai, lateinisch Physicorum opiniones) bzw. Lehrmeinungen der Physiker (das heißt: der (vorsokratischen) Naturforscher, Naturdenker bzw. Naturphilosophen) ist ein bekanntes Werk des griechischen Philosophen und Naturforschers Theophrast, in dem dieser die Lehren der früheren griechischen Denker über die Natur und ihre Prinzipien darstellt und seine philosophischen Betrachtungen über die historischen Zusammenhänge darlegt.
Das große doxographische Werk ist verloren gegangen. Sein Umfang betrug 16 oder 18 Bücher. Es ist ein wichtiges Werk der doxographischen Tradition, in der der Peripatetiker Theophrast (ein angesehener Schüler des Aristoteles) und auch Diogenes Laertios (Leben und Meinungen berühmter Philosophen) und Johannes Stobaios herausragende Vertreter sind. Über das Leben des Theophrast ist nur sehr wenig bekannt, das Wenige  basiert auf Diogenes Laertios (Fünftes Buch) und Hesychios.
Die durch Theophrast veranlasste systematische Sammlung früherer Lehrmeinungen wurde von Hermann Diels als „Doxographi Graeci“ (Lehrschriften der Griechen) aufbereitet und herausgegeben.